# Cavasteron martini
Cavasteron martini là một loài nhện trong họ Zodariidae.
Loài này thuộc chi Cavasteron. Cavasteron martini được Barbara C. Baehr & Rudy Jocqué miêu tả năm 2000.